# Осада Византия (408 до н. э.)
Осада Византия — осада афинянами под командованием Алкивиада греческого города Византия, перешедшего на сторону Спарты, в ходе Пелопоннесской войны.
После падения Халкедона афиняне в 408 году до н. э. осадили Византий. Афиняне снова стали окружать город стеной, рассчитывая взять Византий измором. В городе находился спартанский гарнизон во главе с гармостом Клеархом, а также союзные периэки, мегарцы и беотийцы. В уверенности, что никто не сдаст город афинянам, Клеарх уплыл к Фарнабазу за финансовой помощью. Когда он уплыл, несколько византийцев решили сдать город афинянам. Ночью заговорщики открыли ворота города. Афиняне немедленно заняли город и принудили силы Пелопоннесского союза сдаться. Византий пал. Черноморские проливы были полностью очищены от спартанских и персидских сил; афиняне восстановили контроль над этим стратегически важным регионом.